# Чахаза
Чаха́за (англ. Chakhaza) — традиційна громада у складі дистрикту Дова Центрального регіону Малаві.
Населення — 156985 осіб (2018).